# Mont Jinfo
Le mont Jinfo ou mont du Bouddha d'or (chinois : 金佛山 ; pinyin : jīn fó shān) est situé près de la municipalité de Chongqing, en Chine. Il fait partie des monts Dalou et culmine à 2 251 m d'altitude.

## Parc national du mont Jinfo
La parc paysager du mont Jinfo (金佛山风景名胜区) a été proclamé parc national 1er août 1988.